# 쿠모노 카요코
쿠모노 카요코(일본어: 雲野 かよ子 くもの かよこ[*], 1908년 8월 20일 - 1991년)는 전 다카라즈카 소녀 가극단 츠키구미 주연 여역 클라스이다.
도쿄시 칸다구 (현 도쿄도 지요다구) 출신이다. 애칭은 "하나짱"이다. 본명은 카와구치 하나코(川口華子)이고, 결혼 전 성은 토리이(鳥居)이다. 다카라즈카 가극단 츠키구미 톱스타이자 이사인 아마츠 오토메의 친동생이다.

## 약력
1921년, 다카라즈카 음악가극학교 (현 다카라즈카 음악학교)에 입학했다.
1923년, 다카라즈카 가극단 11기생으로 초무대를 밟았다. 당시 학교와 가극은 한몸이었기 때문에, "입학 = 입단"이었다.
1942년, 다카라즈카 가극단을 퇴단하였다.
퇴단 후에, 카와구치 타다시와 결혼했다. 전쟁 중에는 상하이에 있었고, 전쟁 후에 히키아게샤로서 상하이에서 일본으로 되돌아갔다. 일본으로 되돌아간 후에는 다카라즈카 코도모 아테네 일본 무용 강사, 다카라즈카 음악학교 고전연극 강사, 다카라즈카 가극단 일본무용 안무가로서 활동했다.
사망 후에, 2014년, 언니 아마츠와 함께 다카라즈카 가극단 전당에 입성했다. 또, 역대 다카라젠느로 자매가 동시에 전당에 입성한 사례는 아마츠 오토메ㆍ쿠모노 카요코 자매 두사람 뿐이다.
본가의 이웃으로는 테즈카 오사무 일가가 살고 있었다.

## 재단 당시 주요 무대
- 『琵琶記』『あこがれ』 (츠키구미) (1923년 3월 20일 - 4월 10일, 다카라즈카 신가극장 (중극장)）
- 『兄さん閉口』 (츠키구미) (1923년 5월 11일 - 6월 10일, 다카라즈카 신가극장 (중극장)）
- 『政岡の局』 (츠키구미) (1924년 3월 1일 - 3월 31일, 다카라즈카 신가극장 (중극장)）
- 『身替音頭』 (츠키・하나구미) (1924년 7월 19일 - 9월 2일, 다카라즈카 대극장）
- 『鏡の宮』 (츠키구미) (1925년 7월 1일 - 7월 31일, 다카라즈카 대극장）
- 『車供養』 (츠키구미) (1925년 10월 1일 - 10월 31일, 다카라즈카 대극장）
- 『陽春』 (츠키구미) (1926년 1월 1일 - 1월 31일, 다카라즈카 대극장）
- 『飴』 (츠키구미) (1926년 4월 1일 - 4월 30일, 다카라즈카 대극장）
- 『我等の世界』 (츠키구미) (1926년 7월 1일 - 7월 31일, 다카라즈카 대극장）
- 『喧嘩は止めろ』 (츠키구미) (1926년 10월 1일 - 10월 31일, 다카라즈카 대극장）
- 『厳島物語』『阿七狂熖』 (츠키구미) (1927년 2월 1일 - 2월 28일, 다카라즈카 대극장）
- 『小野道風』『愛の復活』 (츠키구미) (1927년 5월 1일 - 5월 31일, 다카라즈카 대극장）
- 『國性爺』『一條大蔵卿』 (츠키구미) (1927년 8월 1일 - 8월 31일, 다카라즈카 대극장）
- 『夕顔の巻』『兜』 (츠키구미) (1927년 11월 1일 - 11월 30일, 다카라즈카 대극장）
- 『三人静』 (츠키구미) (1928년 3월 1일 - 3월 31일, 다카라즈카 대극장）
- 『若紫の巻』『慈光』 (츠키구미) (1928년 6월 1일 - 6월 30일, 다카라즈카 대극장）
- 『絶えざる動き』『ハレムの宮殿』 (츠키구미) (1928년 9월 1일 - 9월 30일, 다카라즈카 대극장）
- 『夢殿』 (츠키구미) (1928년 12월 1일 - 12월 28일, 중극장）
- 『江戸名物詩』『石馬寺の怪異』 (츠키구미) (1929년 9월 1일 - 9월 30일, 다카라즈카 대극장）
- 『後の景清』『落葉』 (츠키구미) (1929년 12월 1일 - 12월 28일, 중극장）
- 『敦盛』『賣家』 (츠키구미) (1930년 2월 1일 - 2월 28일, 중극장）
- 『玉蟲祈願』 (츠키구미) (1930년 5월 1일 - 5월 31일, 다카라즈카 대극장）
- 『若き日の時平』 (츠키구미) (1930년 8월 1일 - 8월 31일, 다카라즈카 대극장）
- 『王朝華かなりし頃』『唐人お吉』『とんだ間違ひ』 (츠키구미) (1930년 11월 1일 - 11월 30일, 다카라즈카 대극장）
- 『鞠争ひ』 (츠키구미) (1931년 7월 1일 - 7월 31일, 다카라즈카 대극장）
- 『紅葉狩』『かたきうち』 (츠키구미) (1931년 10월 1일 - 10월 31일, 다카라즈카 대극장）
- 『お弓始』 (츠키구미) (1932년 2월 1일 - 2월 29일, 다카라즈카 대극장）
- 『フービーガール』 (츠키구미) (1932년 5월 1일 - 5월 31일, 다카라즈카 대극장）
- 『狂乱橋供養』『ブーケ・ダムール』 (츠키구미) (1932년 8월 1일 - 8월 31일, 다카라즈카 대극장）
- 『追儺物語』『鏡獅子』 (츠키구미) (1933년 2월 1일 - 2월 28일, 다카라즈카 대극장）
- 『ヴォルガの船唄』『お夏幻想曲』 (츠키구미) (1933년 5월 1일 - 5월 31일, 다카라즈카 대극장）
- 『日本花笠始』『花詩集』 (츠키구미) (1933년 8월 1일 - 8월 31일, 다카라즈카 대극장）
- 『ロミオとジュリエット』- ジュリエット 役 (츠키구미) (1933년 10월 1일 - 10월 22일, 중극장）
- 『春のをどり』『トウランドット姫』 (츠키구미) (1934년 3월 26일 - 4월 30일, 다카라즈카 대극장）
- 『滄海秘曲』『竹柴道中記』 (츠키구미) (1934년 5월 5일 - 5월 20일, 중극장）
- 『人形』 (츠키구미) (1934년 9월 1일 - 9월 30일, 다카라즈카 대극장）
- 『鳩姫里歸り』『青春』 (츠키구미) (1934년 11월 1일 - 11월 30일, 다카라즈카 대극장）
- 『仇討以上』『宝塚むすめ祭』 (츠키구미) (1935년 9월 25일 - 10월 31일, 다카라즈카 대극장）
- 『火坑』『になひ文』『ミュージック・アルバム』 (츠키구미) (1936년 2월 1일 - 2월 29일, 다카라즈카 대극장）
- 『気まぐれジュリア』 (츠키구미) (1936년 3월 10일 - 3월 25일, 중극장）
- 『戀に破れたるサムライ』 (츠키구미) (1937년 3월 1일 - 3월 31일, 다카라즈카 대극장）
- 『出世の牛若』(花組）(1937년 10월 1일 - 10월 31일, 다카라즈카 대극장）
- 『祭禮の夜』 (츠키구미) (1939년 5월 26일 - 6월 25일, 다카라즈카 대극장）
- 『春怨』(花組）(1939년 10월 26일 - 11월 24일, 다카라즈카 대극장）
- 『清姫』 (츠키구미) (1940년 3월 26일 - 4월 24일, 다카라즈카 대극장）
- 『竹生島龍神記』 (츠키구미) (1940년 6월 26일 - 7월 24일, 다카라즈카 대극장）
- 『忘草忍ぶ草』『満潮』 (츠키구미) (1940년 9월 26일 - 10월 24일, 다카라즈카 대극장）
- 『夢見曾我』 (츠키구미) (1941년 1월 1일 - 1월 24일, 다카라즈카 대극장）